# Kostel svatého Jiří (Malejovice)
Kostel svatého Jiří v Malejovicích je původně románská stavba zmiňovaná již v roce 1350. Je to filiální římskokatolický kostel. Dnes patří do farnosti Uhlířské Janovice. Kostel je chráněn jako kulturní památka České republiky.

## Historie
Kostel je zmiňován již roku 1350 jako farní kostel spadající pod kouřimský děkanát. Prvním zmiňovaným farářem byl kněz Matěj (†1363). V této době byla v Malejovicích i fara, která kolem husitských válek zanikla. V době pobělohorské byli patrony kostela jezuité. Následně se kostel dostal pod správu farnosti uhlířskojanovické.
Kostel byl několikrát obnovován např. po požáru v roce 1686, kdy došlo k přestavbě věže. Další větší opravy proběhly v letech 1867, 1884 a 1899.
V roce 1911 byla bratry Novákovými z Kutné Hory vyřezána křížová cesta.
Na hlavním oltáři stojí patron kostela svatý Jiří na sani, původní socha byla jezdecká.